# Кейси под прикритие
Кей Си под прикритие (на английски: KC Undercover) е американски шпионски сериал, разработен за Дисни Ченъл, създаден от Корин Маршал и изпълнителния продуцент Роб Лотърщайн. Главната героиня е Зендая в ролята на Кейси Купър. Тя е страхотна математичка и експерт по бойни изкуства в гимназията, която води двоен живот като международен шпионин под прикритие. Премиерата му в САЩ е на 18 януари 2015 г., а в България е на 12 юни 2015 г. Първият сезон съдържа 29 епизода.
На 15 май 2015 г. става ясно, че сериалът ще има и втори сезон, чиято премиера в САЩ е на 6 март 2016 г.

## Излъчване
| Сезон | Сезон | Епизоди | Начало на сезона | Край на сезона  |
| ----- | ----- | ------- | ---------------- | --------------- |
|       | 1     | 27      | 18 януари 2015   | 24 януари 2016  |
|       | 2     | 24      | 6 март 2016      | 13 януари 2017  |
|       | 3     | 24      | 7 юли 2017       | 2 февруари 2018 |

## Сюжет

### Сезон 1
Действието се развива във Вашингтон, окръг Колумбия. Сериалът проследява живота на Кейси Купър, ученичка, доста добра в математиката. Скоро тя разбира, че родителите ѝ са шпиони. Брат ѝ Ърни се опитва да помогне, защото се чувства изолиран, и в крайна сметка се присъединява към отбора.
Всеки епизод Кейси и семейството ѝ се борят с общи семейни въпроси, като същевременно извършват мисии, за да спасят страната.
В 9 епизод „Манията по шпионажа ще те размаже“ гост-звезда ще е Бела Торн, тя ще влезе в ролята на руска шпионка. А между двете ще има доста екшън. В края на сезона тя е закарана от Брет във фермата на баща си, защото той работи за другата страна. Завързва я, и изпраща робот на нейно място, но те не разбират разликата.
Организацията отнема правото на семейството да бъдат шпиони и им вземат Джуди.

### Сезон 2
Във втория КейСи се влюбва в съученик, намира изчезналата си леля, която работи за другата страна и отива под прикритие в цирка.

## Актьорски състав
- Зендая – Кейси Купър
- Вероника Дън – Мариса
- Кеймил МакФадън – Ърни Купър
- Тринити Строукс – Джуди
- Тами Таунсенд – Кира Купър
- Кадийм Хардисън – Крейг Купър

## „Кейси под прикритие“ в България
На 13 юни 2015 г. започва излъчване на първи сезон по Дисни Ченъл и приключва на 12 юни 2016 г. Вторият сезон започва излъчване на 10 септември 2016 г. и приключва на 3 юни 2017 г. Трети сезон започва на 9 септември 2017 г. Дублажът е нахсинхронен в студио Александра Аудио.
| Роля          | Изпълнител                                                        |
| ------------- | ----------------------------------------------------------------- |
| Кейси         | Лина Шишкова (в първи епизод) Стефания Георгиева (всички епизоди) |
| Кира          | Светлана Смолева                                                  |
| Крейг         | Стоян Алексиев                                                    |
| Мариса        | Надя Полякова                                                     |
| Ърни          | Севар Иванов                                                      |
| Брейди        | Цвети Пеняшки                                                     |
| Брет          | Момчил Степанов                                                   |
| Други гласове | Андрей Йорданов Надежда Панайотова Росен Русев                    |